# Титус ван Рейн
Титус ван Рейн (нидерл. Titus van Rijn сентябрь 1641, Амстердам — 4 сентября 1668, Амстердам) — сын нидерландского художника Рембрандта ван Рейна и его жены Саскии.

## Жизнь
Титус был крещен 22 сентября 1641 года в Амстердаме в церкви Зёйдеркерк под именем Титус в память о тетке Саскии Титии. 
После смерти Саскии в 1642 году Рембрандт для ухода за Титусом нанял Гертье Диркс. Через несколько лет её сменила Хендрикье Стоффельс.  
После банкротства Рембрандта в 1656 году, в 1658 Хендрикье и Титус основали компанию (официально зарегистрированную в 1660) по продаже произведений искусства, в которой Рембрандт был наёмным работником. Тем самым они не дали возможность кредиторам взыскивать с художника написанные им картины в счёт долгов. Помимо поиска заказов для отца и продажи его произведений Титус и сам пробовал писать картины.
10 февраля 1668 года Титус женился на Магдалене ван Лоо, дочери друга Рембрандта. 4 сентября 1668 года, спустя всего несколько месяцев, Титус умер, вероятно, от чумы и был похоронен 7 сентября при церкви Вестеркерк. Магдалена вскоре родила дочь, которую назвала Титией в честь отца.
Смерть мужа вызвала у неё расстройство психики и через несколько месяцев после родов Магдалена также умерла.

## Титус в творчестве Рембрандта
Титус изображен на нескольких портретах и на офорте работы Рембрандта и, вероятно, служил художнику моделью для ряда картин библейской тематики.

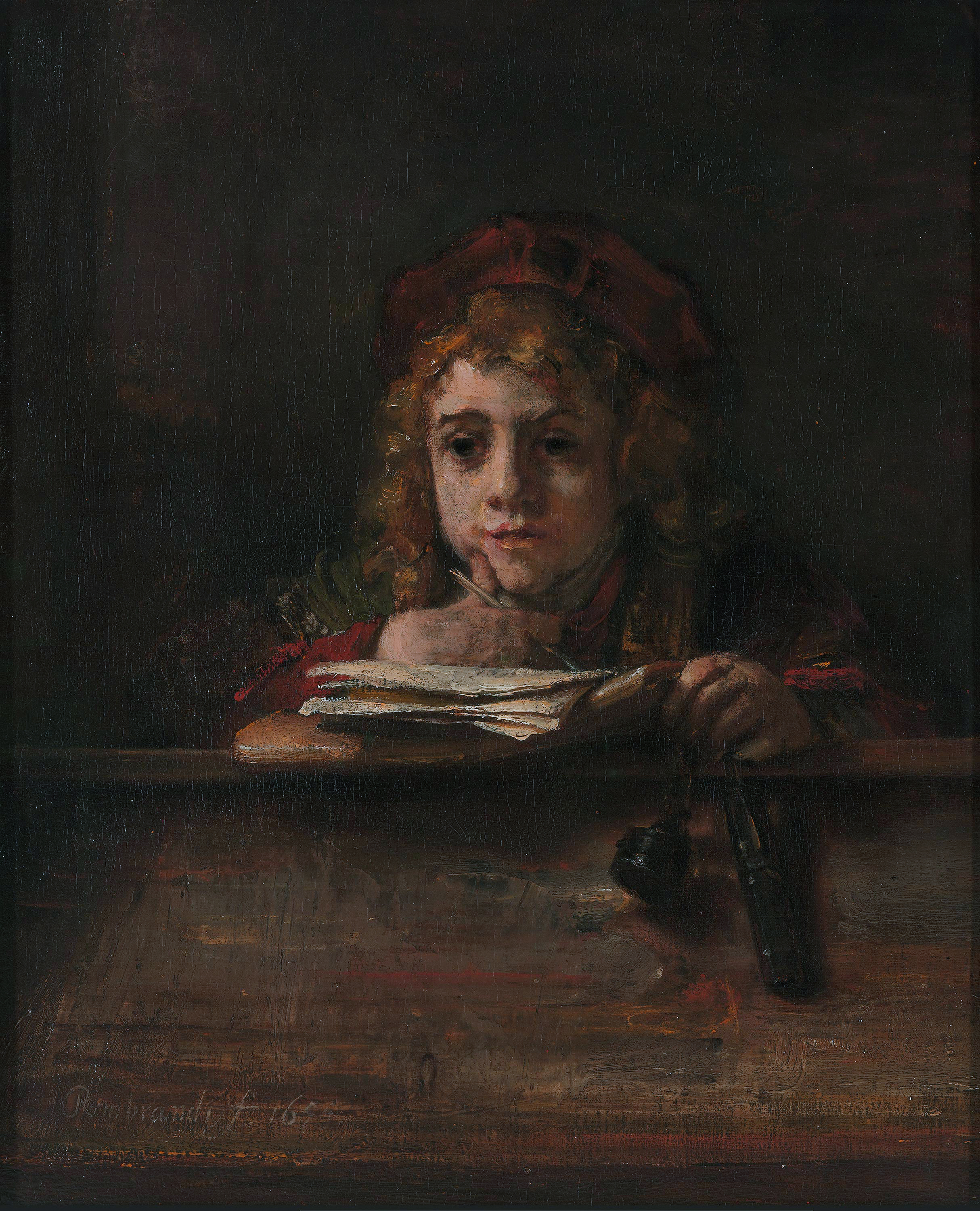
«Титус за партой» (1655, Роттердам).
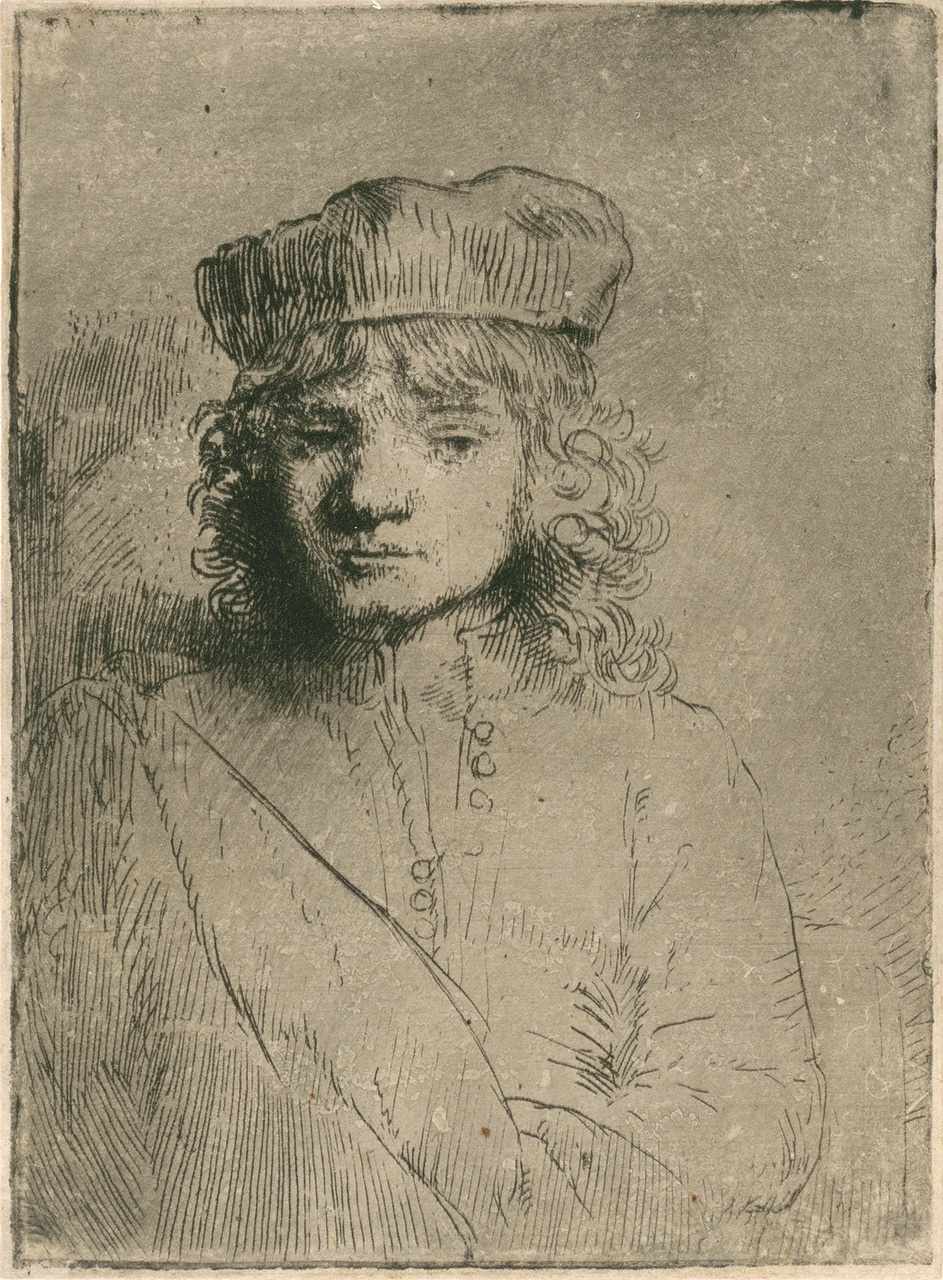
«Титус» (1656).
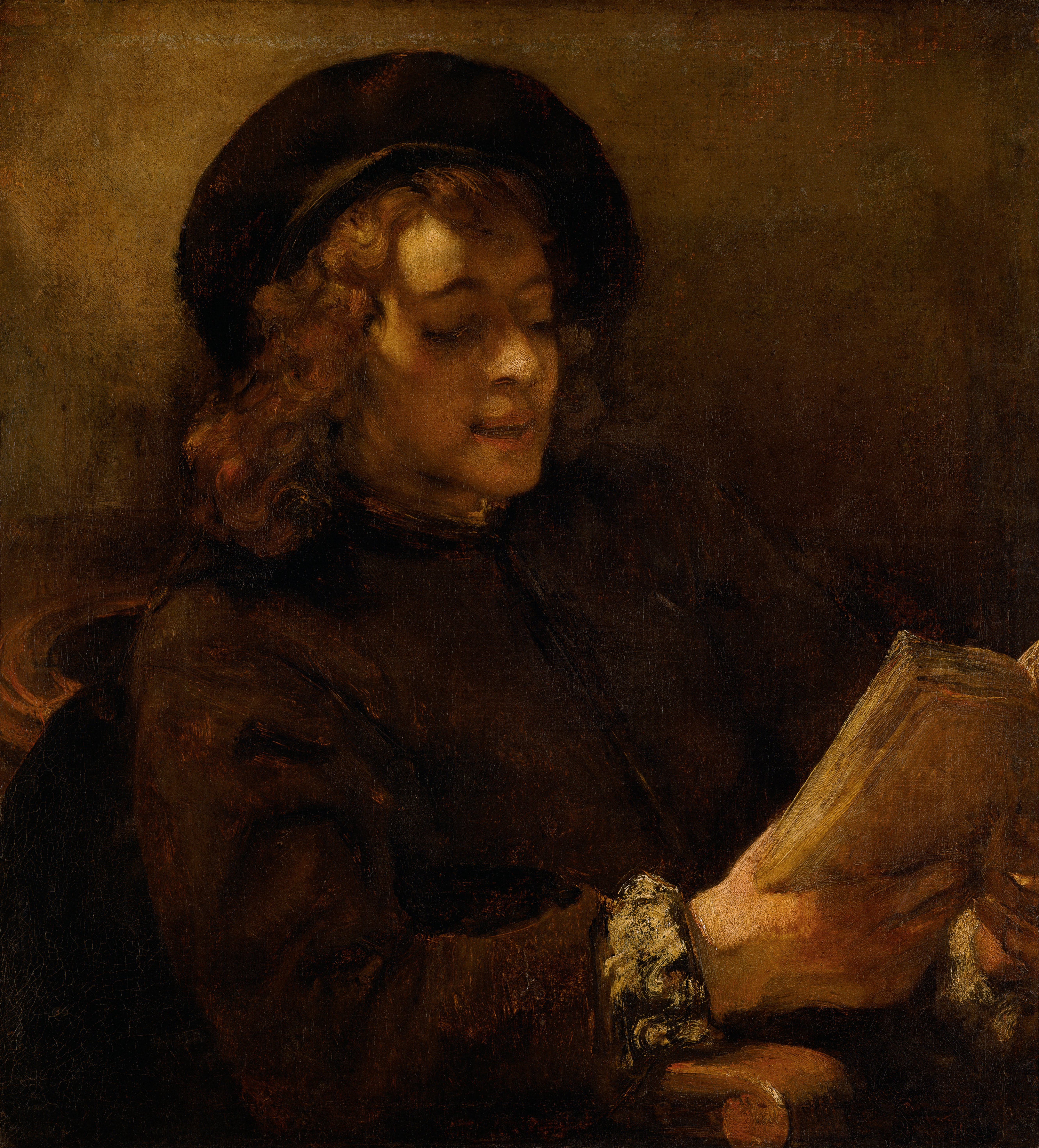
«Читающий Титус» (1660-1665, Вена).
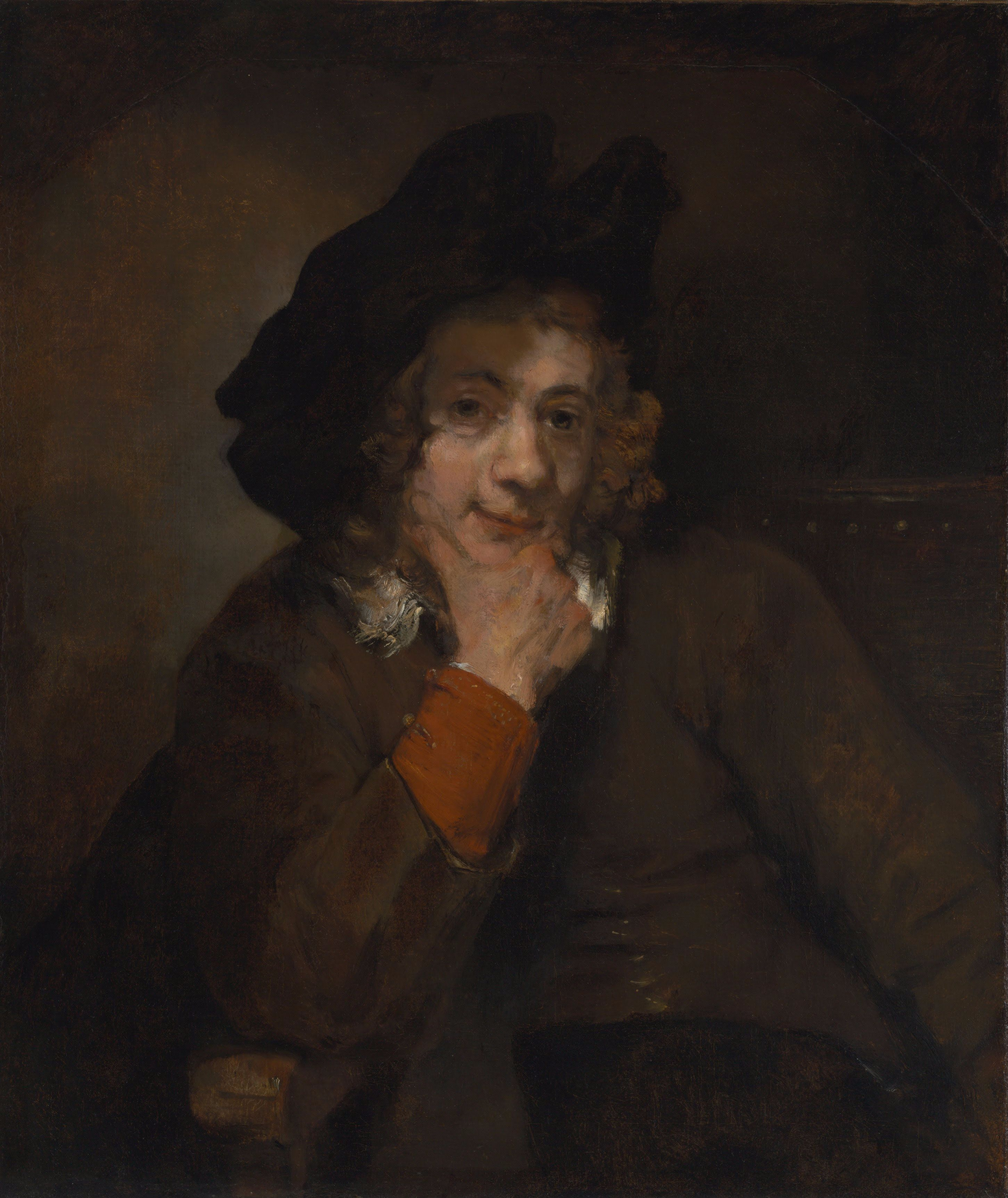
«Титус» (1660, Балтимор).
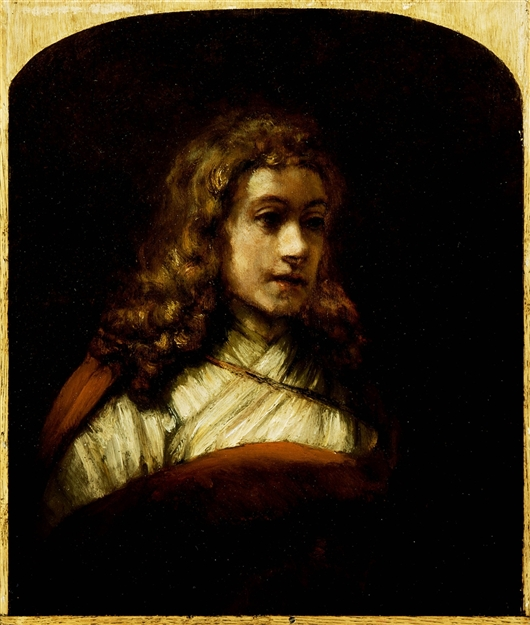
«Титус в образе ангела» (1661, Детройт).
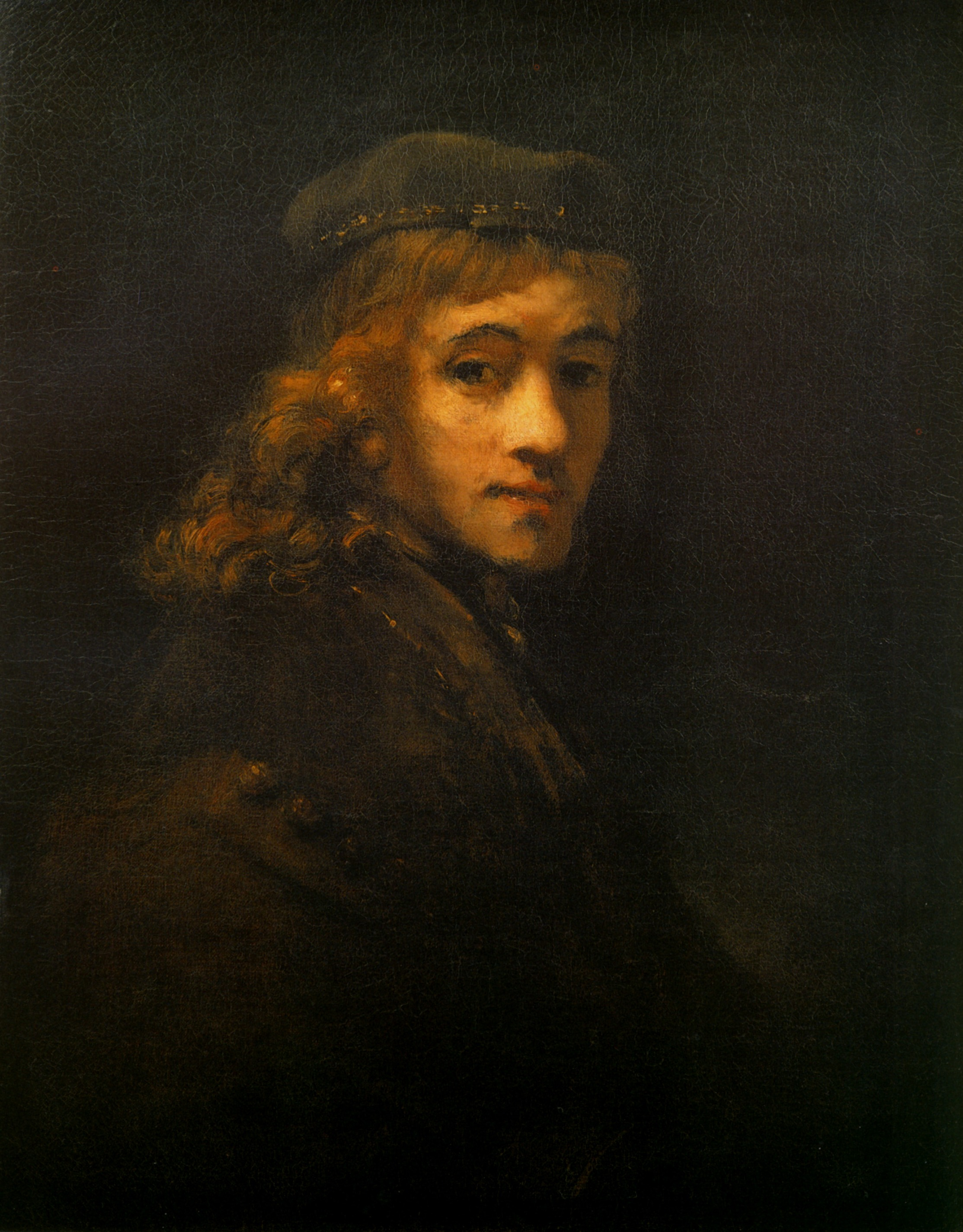
«Титус» (1668, Париж).
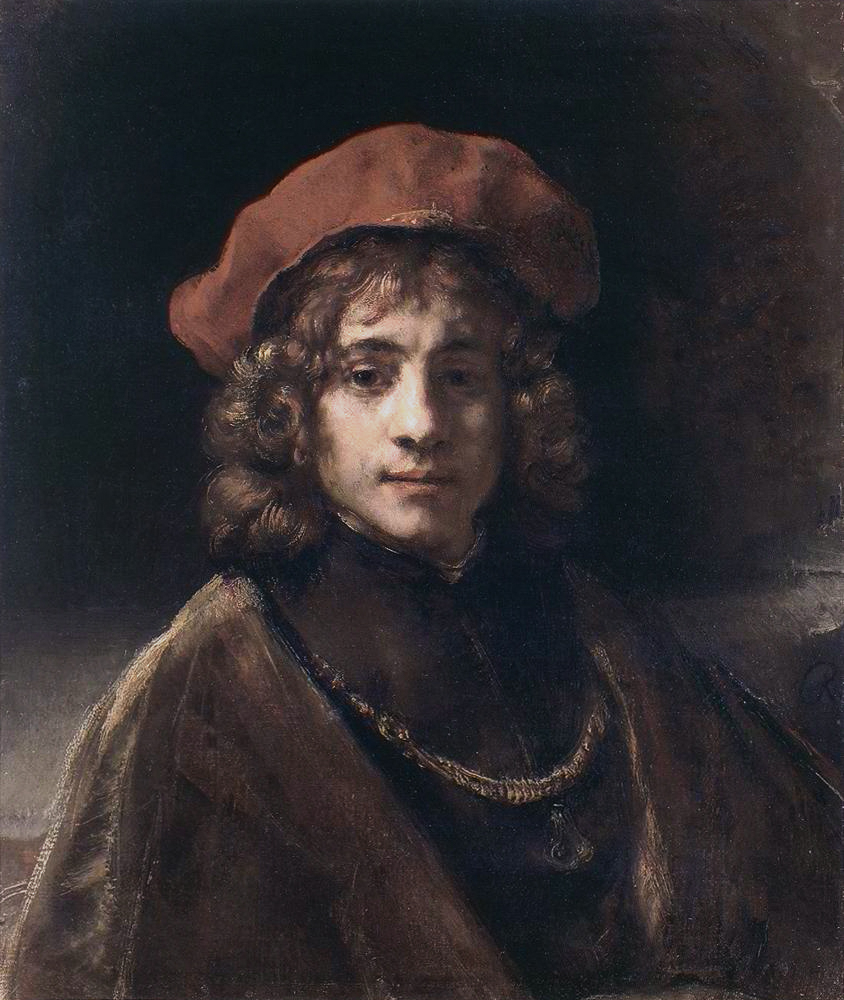
«Титус» (1657)